# علامة الظربان (فلم مكسيكي)
علامة الظربان (الأسبانية:La marca de zorrillo) هو فيلم كوميدي مكسيكي من إخراج جيلبرتو مارتينيز سولاريس عام 1950.

## ألقى
- خيرمان فالديز في دور تين تن واي تكسميلوكان الفيكونت
- سيلفيا بينال في دور لوبيتا
- مارسيلو تشافيز في دور دون مارسيلو دي تولوكا، ذا غوبرنور
- رافائيل الكايدي في دور الكابتن دون جاسبار دي كاديريتا
- هورتينسيا كونستانس في دور دونا ليونور دي تيخوانا
- خوان غارسيا كبيتايا
- لوب إنجلترا كما الساحرة
- رافائيل بانكيلز كمسؤول الشرطة
- خوسيه رينيه رويز في دور القزم
- خواكين غارسيا فارغاس في منصب الشيف
- غريغوريو أكوستا كحارس
- ستيفن بيرن كعميل نزل
- ماجدالينا استرادا كعميل نزل
- خوسيه لويس فرنانديز كعميل نزل
- إميليو غاريباي كحارس
- ليونور غوميز كعميل نزل
- ريجينو هيريرا كحارس
- أراسيلي جوليان في دور كانتانت
- إيلينا جوليان بدور كانتانت
- روزاليا جوليان في دور كانتانت
- خوسيه أورتيغا كحارس
- خواكين روش في دور كاتب العدل
- هومبرتو رودريغيز
- أنجيلا رودريغيز كضيف للحزب
- غويليرمينا تيليز جيرون كضيف للحزب
- مانويل "لوكو" فالديس كموظف
- رامون فالديس كحارس
- هيرنان فيرا كمالك نزل

## روابط خارجية
- مقالات تستعمل روابط فنية بلا صلة مع ويكي بيانات